# La Nuit étoilée (1888)
Pour le tableau de van Gogh peint à Saint-Rémy-de-Provence, voir La Nuit étoilée (1889).
La Nuit étoilée, est une peinture à l'huile sur toile réalisée par Vincent van Gogh à la fin septembre 1888, représentant Arles la nuit, ville où le peintre vivait à l'époque. La peinture a été exposée la première fois en 1889  à l'exposition annuelle de la Société des artistes indépendants à Paris, avec un autre tableau de Van Gogh, les Iris. Elle est actuellement conservée au Musée d'Orsay à Paris.

## Sujet
Le fait de peindre la nuit a intrigué Van Gogh. La nuit et ses effets de lumière ont fourni à Van Gogh un sujet pour plusieurs de ses peintures plus célèbres, comme la Terrasse du café le soir (peinte un peu plus tôt le même mois) ou bien la toile réalisée l'année suivante à Saint-Rémy-de-Provence, La Nuit étoilée dite aussi Nuit étoilée (cyprès et village).

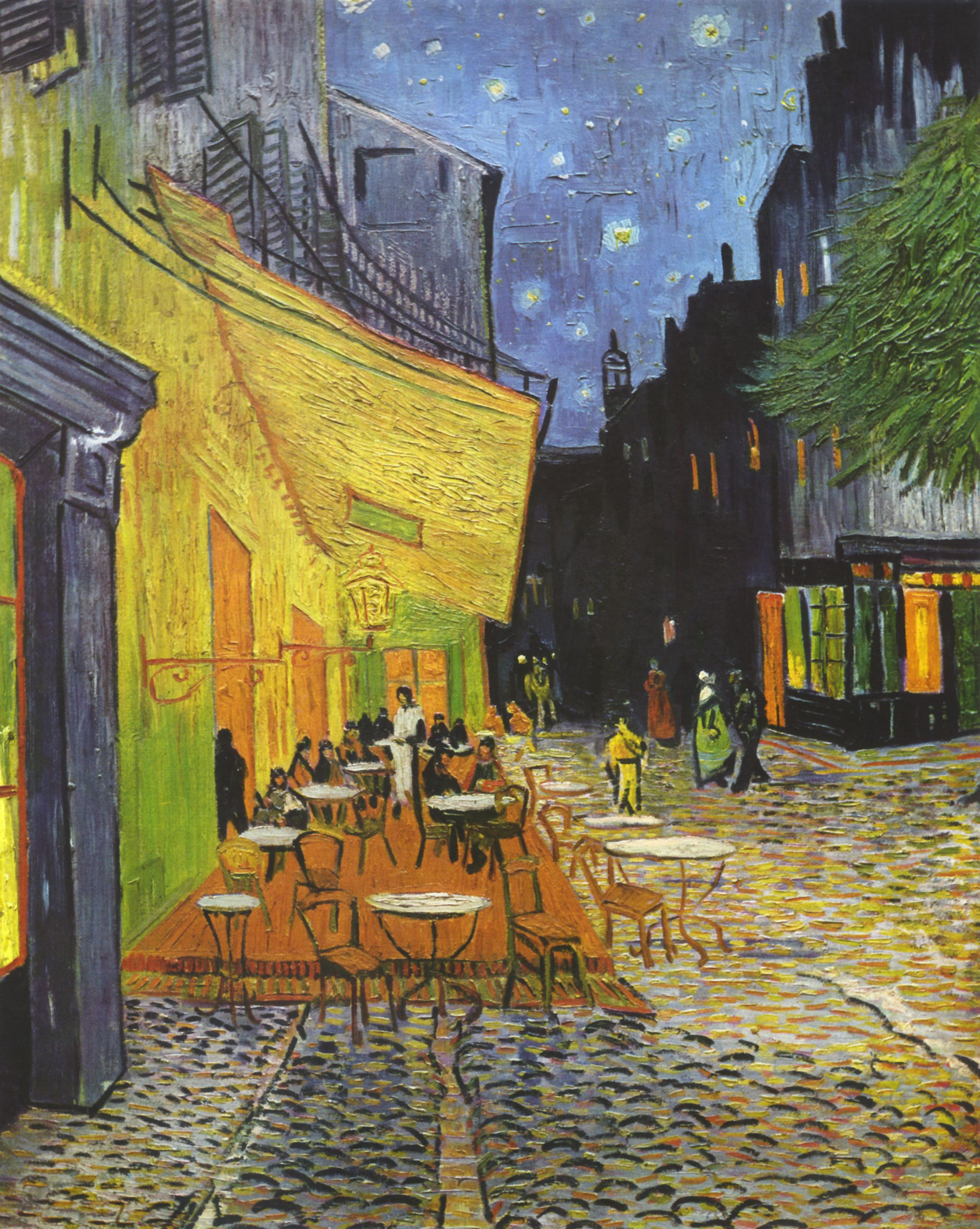
Terrasse du café le soir, 1888.
La Nuit étoilée, 1889.

Avant de réaliser ce projet, Van Gogh l'a évoqué dans une lettre adressée à sa sœur Wilhelmina :

« Je veux maintenant absolument peindre un ciel étoilé. Souvent il me semble que la nuit est encore plus richement colorée que le jour, coloré des violets, des bleus et des verts les plus intenses. Lorsque tu y feras attention tu verras que de certaines étoiles sont citronnées, d'autres ont des feux roses, verts, bleus, myosotis. Et sans insister davantage il est évident que pour peindre un ciel étoilé il ne suffise point du tout de mettre des points blancs sur du noir bleu. »

## Commentaires

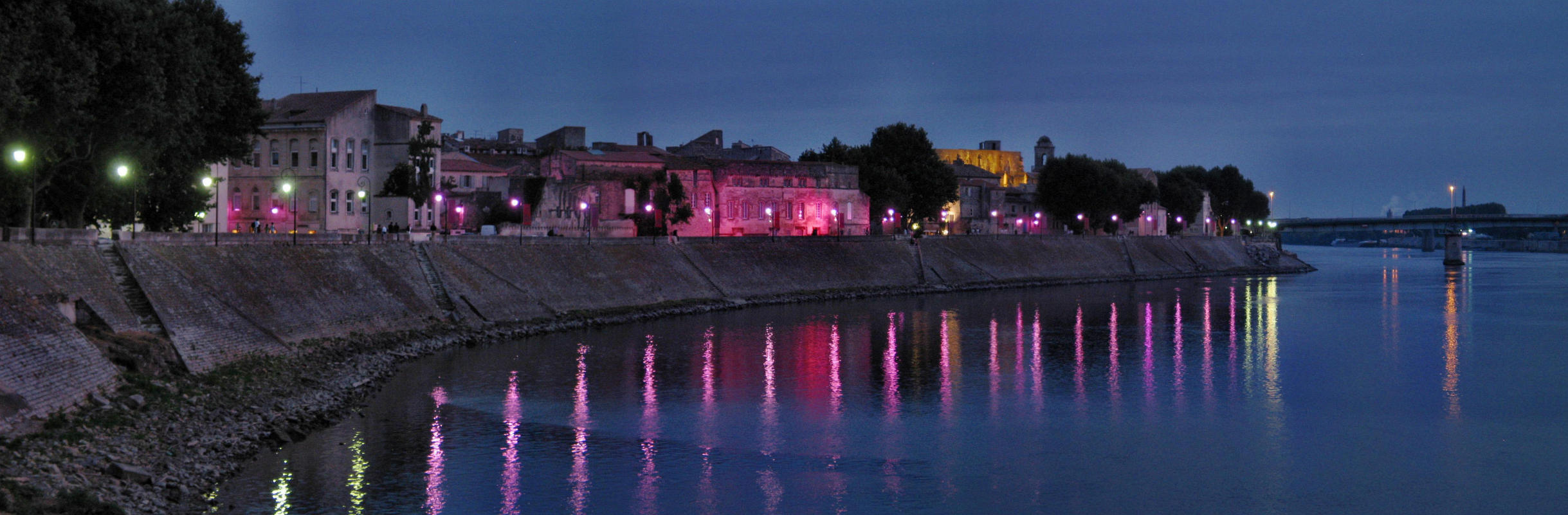
Arles - Les bords du Rhône photographiés la nuit en 2008 : une évocation de la toile de Van Gogh.

Le tableau a été peint sur les bords du Rhône, à un emplacement situé à une minute ou deux de la Maison jaune sur la Place Lamartine. La position avantageuse qu'il a choisie pour réaliser son tableau lui a permis de capter les reflets de l'éclairage au gaz dans Arles sur l'eau bleue miroitante du Rhône, avec à droite les lueurs du quartier de Trinquetaille. Le ciel est illuminé par la constellation de la Grande Ourse. Au premier plan, deux amoureux flânent sur les bords du fleuve où se trouve un tas de sable.
En 2008, cette vue sur Arles n'a pratiquement pas changé ainsi qu'en témoigne la photographie ci-jointe.
Le tableau est dominé par la couleur bleue (plusieurs teintes) et le jaune des étoiles. Le peintre a aligné les étoiles avec les réverbères, leur donnant des reflets communs dans le Rhône.
Les touches du pinceau, technique favorite de Van Gogh, ont des orientations différentes selon les zones de la toile.

## La Grande Ourse
En septembre 1888, lorsque Vincent van Gogh peint ce tableau, il installe son chevalet sur les bords du Rhône. De ce point de vue, il voit la ville d'Arles en direction du Sud-Ouest. La Grande Ourse n’est jamais visible dans cette direction car il s’agit d’une constellation circumpolaire à cette latitude. En revanche, il lui suffisait de tourner la tête vers le nord pour voir la constellation exactement dans la position représentée. Ce tableau est donc un assemblage d’un plan terrestre et d’un plan céleste.

## Les étoiles-fleurs
Van Gogh est un des rares peintres à avoir osé affronter le défi de peindre les étoiles. Pour cela, il a dû innover. En réalisant, en 1888, les tableaux représentant le ciel de nuit, il a choisi de représenter les étoiles par de petits disques qu’il a entouré de pétales. Leurs tailles symbolisent l’éclat de l’astre. Il donnait ainsi à chaque étoile l’aspect d’une fleur. Il appliquait la même règle en représentant le soleil qui, auréolé de ses rayons jaunes, lui donnent l’allure d’un tournesol.

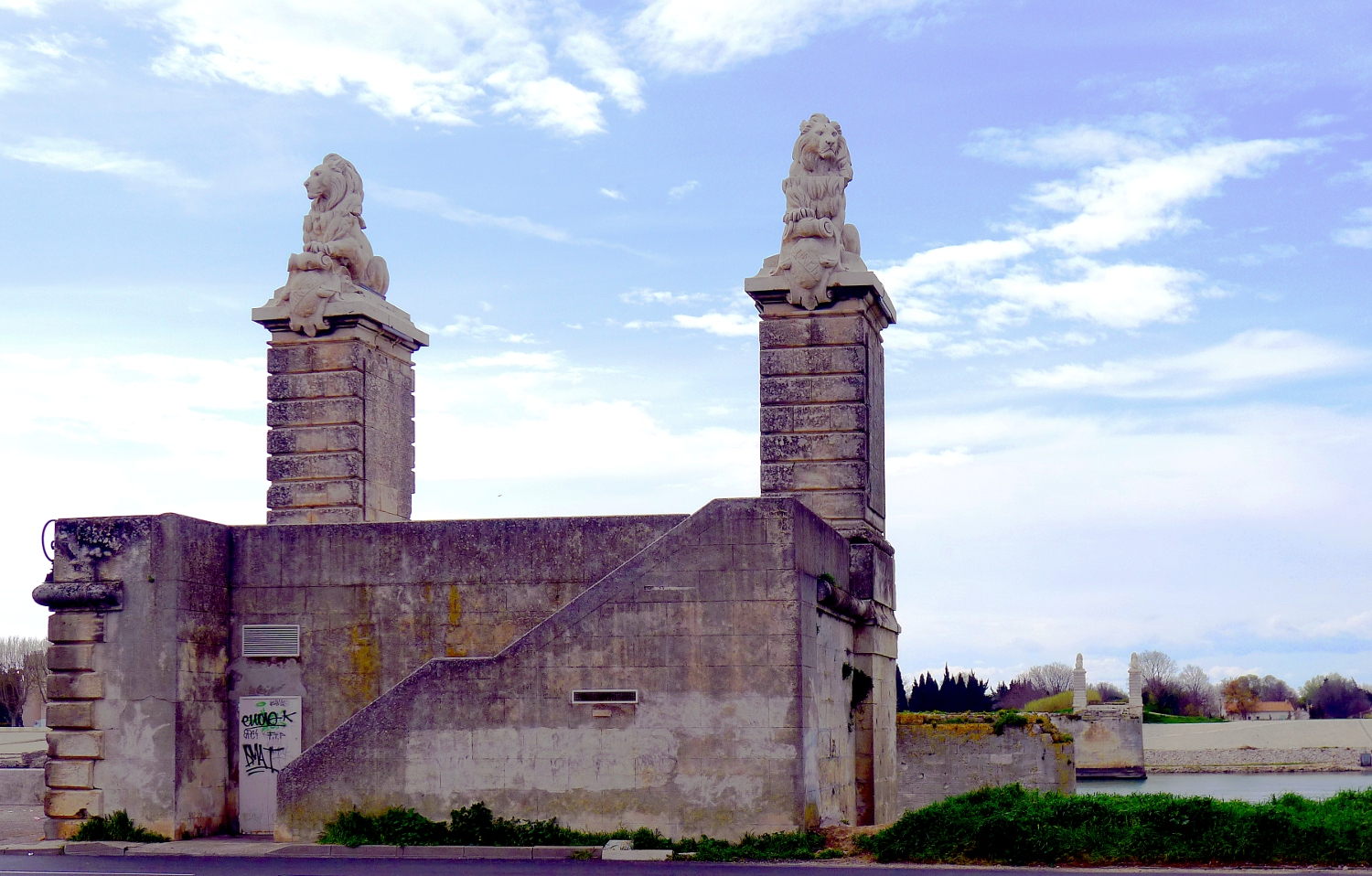
Ruines du pont ferroviaire, dit de Lunel détruit en août 1944.